# Juge des libertés et de la détention
Pour les articles homonymes, voir JLD.
Le juge des libertés et de la détention (dit « JLD » en pratique), en procédure pénale française, est un magistrat du siège « spécialement chargé de statuer sur la mise en détention provisoire d’une personne mise en examen, et sur ses éventuelles demandes de mise en liberté ». Il est aussi chargé d'autoriser éventuellement le Parquet à accomplir certains actes dans certains types d'enquêtes. Il est chargé de statuer sur la rétention administrative des étrangers et sur les demandes de prolongation d'hospitalisations psychiatriques sous contrainte.

## Historique et statut
Instauré par la loi française du 15 juin 2000 sur la présomption d'innocence, l'article 137-1 alinéa 2 du code de procédure pénale énonce les règles de sa nomination. Son remplacement a été prévu par la loi Perben II du 9 mars 2004. 
« La détention provisoire est ordonnée ou prolongée par le juge des libertés et de la détention. Les demandes de mise en liberté lui sont également soumises. Lorsqu'il statue à l'issue d'un débat contradictoire, il est assisté d'un greffier. Il ne peut, à peine de nullité, participer au jugement des affaires pénales dont il a connu. »
— Article 137-1 alinéa 2 du code de procédure pénale

## Attributions
Les attributions du JLD sont diverses : 
- pendant la phase d'instruction d'une affaire pénale, le JLD décide éventuellement le placement en détention provisoire d'une personne mise en examen ou la prolongation de la détention provisoire ; il peut placer sous contrôle judiciaire, éventuellement avec assignation à résidence et/ou placement sous surveillance électronique ; il examine les demandes de mise en liberté des personnes détenues provisoirement (art. 137-1) ; il sanctionne le non-respect d'un contrôle judiciaire par la révocation de cette mesure ;
- il autorise les mesures conservatoires des biens de la personne mise en examen en cas de criminalité organisée (art. 706-13) ;
- il autorise certaines perquisitions (comme celles effectuées en dehors des heures légales en matière de terrorisme et de criminalité organisée), certaines visites domiciliaires sans assentiment (article 76 du code de procédure pénale ; article L. 16 B du Livre des procédures fiscales ), ou certaines écoutes téléphoniques ;
- il autorise certaines prolongations de garde à vue au-delà de 48 heures et jusqu'à 96 heures en matière de criminalité organisée et de trafic de stupéfiants ;
- en centre de rétention administrative, il statue sur le maintien des étrangers retenus à l'issue des 4 premiers jours de rétention. Il peut être saisi à nouveau par l'administration pour prolonger la rétention administrative après le 26e jour (deuxième prolongation), le 60e jour (troisième prolongation) et le 75e jour (quatrième prolongation)[réf. souhaitée]. Hors situation relevant du terrorisme, la rétention ne peut pas être supérieure à 90 jours depuis la loi du 10 septembre 2018.
- le JLD contrôle l'admission en soins psychiatriques sans consentement depuis la loi 2011-803 du 5 juillet 2011, que ces soins aient été décidés à la suite de la demande d'un tiers (ancienne HDT) ou des autorités publiques (ancienne HO) ; voir la troisième partie, livre II, titre II, chapitres 2 et 3 du Code de la santé publique [4] ; il peut ordonner la libération d'une personne placée sous hospitalisation après avoir organisé une mesure d'expertise psychiatrique.
- le JLD intervient aussi dans le cadre de la zone d’attente où sont maintenues les personnes à qui la police aux frontières (PAF) refuse l’entrée sur le territoire. Après 96 heures de maintien, ce juge peut décider de prolonger le maintien de huit jours supplémentaire maximum ou de libérer la personne sur le territoire. Si la personne est toujours présente en zone d’attente à l’issue de cette 1ère prolongation, le JLD se prononce une nouvelle fois sur le maintien à titre exceptionnel d’une durée de huit jours supplémentaires maximum. Une personne peut ainsi rester jusqu’à 20 jours en zone d’attente. Ce rôle attribué au JLD est défini dans le CESEDA aux articles L. 222-1 à L. 222-5. L’Anafé, ONG intervenant de façon indépendante en zone d’attente, rédige régulièrement des courriers aux JLD afin de l’avertir d’aspects importants de dossier de certaines personnes particulièrement vulnérables. L’association est présente pour suivre les audiences de personnes maintenues, notamment à l’annexe du tribunal de Bobigny, délocalisé pour les audiences des étrangers présents en ZAPI.

## Saisine

### Par le juge d'instruction
En matière de détention provisoire (placement ou prolongation), le JLD est saisi par une ordonnance motivée du juge d'instruction.

### Par le procureur de la République
Il est saisi par le procureur de la République pour certaines infractions graves relevant de la criminalité organisée (crime ou délit puni d'une peine d'au moins 10 ans d'emprisonnement).

### Par la préfecture ou un hôpital
- le JLD est saisi par le service des Étrangers de la préfecture en ce qui concerne le maintien en rétention des étrangers ;
- il est saisi par la préfecture ou l'établissement de soins dans le cas des hospitalisations sans consentement (saisine par la préfecture pour les hospitalisations d'office sur ordre du préfet ; saisine par l'établissement de soins dans les autres cas).

### Par les justiciables
Le JLD peut être saisi directement par les justiciables : 
- personne mise en examen et incarcérée qui demande sa mise en liberté ;
- étranger retenu administrativement ;
- patient hospitalisé dans le cadre d'une hospitalisation sous contrainte ;
- les autres entraves à la liberté fondamentale du justiciable relèvent des juges administratifs (du juge des référés jusqu'au juge constitutionnel)[5].

## Appel des décisions

### En matière pénale
Comme pour les décisions Juge d'Instruction, la chambre de l'instruction est compétente en matière d'appel des décisions du JLD.

### En matière de rétention des étrangers
Le délai d'appel auprès du greffe de la cour d'appel est de 24 heures à compter de la notification de la décision à l'étranger. 
En cas de remise en liberté ou d'assignation à résidence d'une personne faisant l'objet d'une mesure de rétention administrative, le Procureur de la République dispose de la faculté (dans un délai de 10 heures à compter de la notification) d'interjeter appel et de demander au Premier Président de la cour d'appel ou son délégué de suspendre les effets de l'ordonnance rendue. Pendant ce délai de 10 heures, la personne reste retenue en centre de rétention. Si l’appel est déclaré  suspensif, l'étranger reste en rétention le temps que l’affaire soit rejugée par la cour d'appel.

### En matière d'hospitalisation sous contrainte
Le délai d'appel est de dix jours à compter de la notification de la décision. L'appel doit être fait, non pas au greffe du JLD, mais directement au greffe de la cour d'appel. En cas de mainlevée de la mesure d'hospitalisation sous contrainte, le Procureur de la République dispose de la faculté (dans un délai de 6 heures à compter de la notification) d'interjeter appel et de demander au Premier Président de la cour d'appel ou son délégué de suspendre les effets de l'ordonnance rendue. Si l’appel est déclaré suspensif, le patient reste hospitalisé le temps que l’affaire soit rejugée par la cour d'appel.

## Documentaire
- Le film documentaire 12 jours de Raymond Depardon sorti en 2017 montre le travail du juge des libertés dans le milieu de l'hôpital psychiatrique.
- En 2001, Jean-Baptiste Gallot filme le travail du Juge des libertés et de la détention au Tribunal de grande instance de Paris, dans le documentaire Enquête au cœur du Palais de Justice de Paris avec Laurence Neuer, pour l’émission Le Droit de savoir, sur TF1.